# Épagneul breton
De épagneul breton of Bretonse spaniël is een hondenras afkomstig uit Frankrijk.
Het is een jachthond die vooral wordt gebruikt bij de jacht op klein wild en gevogelte. Het ras wordt soms beschouwd als een spaniël, maar de bouw van het dier lijkt meer op die van een pointer of een setter. Een volwassen reu is ongeveer 49 centimeter hoog, een volwassen teef ongeveer 48 centimeter. Het gewicht is circa 14 tot 18 kilogram.
Bracco italiano ·
Braque d'Auvergne ·
Braque de l'Ariège ·
Braque du Bourbonnais ·
Braque Dupuy ·
Braque français ·
Braque Saint-Germain ·
Český fousek ·
Drentsche patrijshond ·
Duitse staande hond (draadhaar) ·
… (korthaar) ·
… (langhaar) ·
… (stekelhaar) ·
Engelse setter ·
Épagneul bleu de Picardie ·
Épagneul breton ·
Épagneul de Pont-Audemer ·
Épagneul français ·
Épagneul picard ·
Gammel dansk hønsehund ·
Gordon setter ·
Griffon Boulet ·
Griffon Korthals ·
Grote münsterländer ·
Ierse setter ·
Kleine münsterländer ·
Perdigueiro de Burgos ·
Perdigueiro português ·
Poedelpointer ·
Pointer ·
Slovenský hrubosrstý stavač ·
Spinone italiano ·
Stabij ·
Vizsla ·
Weimarse staande hond